# エドワード・トマス・シェーファー
エドワード・トマス・シェーファー（英語：Edward Thomas Schafer、1946年8月8日 - ）は、アメリカ合衆国の政治家。第30代ノースダコタ州知事、第29代農務長官を務めた。

## 生い立ち
1946年8月8日にノースダコタ州ビスマークにて、ドイツ系の家庭で誕生した。地元の公立学校で教育を受けて1969年にノースダコタ大学を卒業し、経営管理学の学士号を取得した。1970年にデンバー大学で経営学修士号を取得した。

## 初期の経歴
1970年に父親が経営する製造業会社ゴールド・シール・カンパニーに入った。1978年に社長に就任すると、ゴールド・シール・カンパニーの売り上げを上昇させた。ゴールド・シール・カンパニーは1985年に売却し、いくつかの新事業を立ち上げ企業家となった。1990年にアメリカ共和党の公認を受けて連邦下院議員に立候補したが、対立候補の民主党現職のバイロン・ドルガンに敗れた。

## ノースダコタ州知事
1992年にノースダコタ州知事選挙に立候補した。民主党のニック・スペースに勝利した。1996年の州知事選挙にも立候補し、民主党のリー・カルドアを下して再選した。2000年の州知事選挙には立候補しなかった。2000年に共和党全国知事会議長を務めた。ノースダコタ州知事として州経済の拡大と多様化を第一に掲げた。特に先進的農業を重要課題として挙げ、州域の通信基盤の改善を主導した。

## 2000年代初頭
2000年にノースダコタ州知事を退任した後、通信会社のエクステンド・アメリカを立ち上げた。エクステンド・アメリカ社において最高経営責任者となり、2006年まで務めた。アメリカ合衆国中西部の5州を対象として、無線データ通信サービスの提供を開始した。2002年に陸軍長官文民補佐官として指名を受けて着任した。2004年には共和党幹部から連邦上院議員への立候補を打診されたが辞退した。

## アメリカ合衆国農務長官

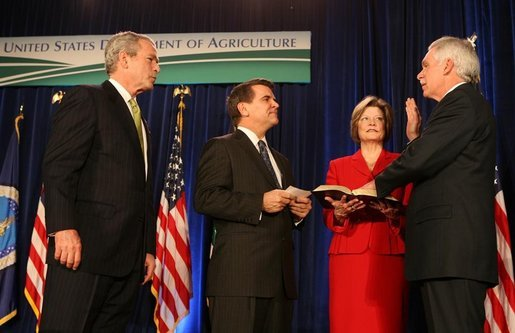
農務長官への就任宣誓を行うシェーファー（右）

2007年10月31日にジョージ・W・ブッシュ大統領からアメリカ合衆国農務長官として指名を受けた。当初シェーファーの公聴会は2008年1月30日に実施される予定であったが、ノースダコタ州選出のケント・コンラッド上院議員の要請により1月24日に変更された。公聴会は1月24日に実施され、極めて良好な感触で終了した。公聴会では狂牛病に関する事項が質問され、日韓両国に対する牛肉の輸出問題が取り上げられた。上院は1月28日に承認し、29代目アメリカ合衆国農務長官に就任した。

## 家族
父親は実業家のハロルド・シェーフェーである。父親は再婚者であり、継母はシーラ・シェーファー（Sheila Schafer）。妹のパム・シェーファー（Pam Schafer）は連邦上院議員ケント・コンラッドの初妻である。1992年12月17日にナンシー・ジョーンズと結婚した。

## 選挙結果
- 1990年アメリカ合衆国下院議員選挙（ノースダコタ州全州選挙区）

| 候補者名                 | 所属政党 | 得票数  | 得票率 |
| ------------------------ | -------- | ------- | ------ |
| バイロン・ドルガン       | 民主党   | 152,530 | 65 %   |
| エドワード・シェーファー | 共和党   | 81,443  | 35 %   |
| その他                   | その他   | 6       | 0 %    |

- 1992年ノースダコタ州知事選挙

| 候補者名                 | 所属政党 | 得票数 | 得票率 |
| ------------------------ | -------- | ------ | ------ |
| エドワード・シェーファー | 共和党   | 93,319 | 58 %   |
| ニック・スペース         | 民主党   | 67,365 | 42 %   |

- 1996年ノースダコタ州知事選挙

| 候補者名                 | 所属政党 | 得票数  | 得票率 |
| ------------------------ | -------- | ------- | ------ |
| エドワード・シェーファー | 共和党   | 174,937 | 66 %   |
| リー・カルドア           | 民主党   | 89,349  | 34 %   |